# جورج فولكيرت
جورج فولكيرت (بالألمانية: Georg Volkert)‏ (و. 1945  م) هو لاعب كرة قدم ألماني، ولد في آنسباخ، مركز لعبه هو مهاجم.

## مسيرته الكروية
لعب جورج فولكيرت خلال مسيرته الاحترافية مع 4 أندية في ستة عشر موسمًا وسجل خلالها 140 هدف ضمن 462 مباراة. حيث فاز في موسمين بالكأس وفي موسم واحد بالدوري.
خاض جورج فولكيرت مسيرته مع نادي نورنبرغ في موسم 1965–66 في المرة الأولى ليلعب معه أربعة مواسم ثم في موسم 1980–81 لمدة موسم واحد، مشاركًا طوالها في 136 مباراة سجل خلالها 37 هدفًا. ثم انتقل إلى نادي زيورخ في موسم 1969–70 ولمدة موسمين، حيث شارك في 52 مباراة سجل خلالها 15 هدفًا. لينتقل بعدها إلى نادي هامبورغ في موسم 1971–72 ليلعب معه سبعة مواسم، مشاركًا في 214 مباراة سجل خلالها 62 هدفًا. ثم انتقل إلى نادي شتوتغارت في موسم 1978–79 ولمدة موسمين، مشاركًا في 60 مباراة سجل خلالها 26 هدفًا.

## روابط خارجية
- جورج فولكيرت على موقع الاتحاد الأوربي (الإنجليزية)
- جورج فولكيرت على موقع قاعدة بيانات كرة القدم.إي يو (الإنجليزية)
- جورج فولكيرت على موقع بيانات كرة القدم. دي إي (الألمانية)
- جورج فولكيرت على موقع ناشيونال فوتبول تيمز (الإنجليزية)
- جورج فولكيرت على موقع عالم كرة القدم.نت (الإنجليزية)